# Wako (ort i Burkina Faso)
Wako är en ort i Burkina Faso.   Den ligger i regionen Boucle du Mouhoun, i den centrala delen av landet, 170 km väster om huvudstaden Ouagadougou. Wako ligger 263 meter över havet och antalet invånare är 842.
Terrängen runt Wako är platt. Närmaste större samhälle är Boromo, 6,4 km söder om Wako.
Omgivningarna runt Wako är en mosaik av jordbruksmark och naturlig växtlighet. Runt Wako är det ganska glesbefolkat, med 34 invånare per kvadratkilometer.